# Gangzur
Gangzur (dzong. སྒང་ཟུར) – gewog w północno-wschodnim Bhutanie, jeden z ośmiu w dystrykcie Lhünce. Zajmuje powierzchnię 536 km². W 2005 był zamieszkany przez 2690 osób. Gęstość zaludnienia wynosiła 5,0 os./km². Dzieli się na 5 chiwogów, które są trzeciorzędnymi jednostkami podziału administracyjnego Bhutanu i pełnią funkcję obwodów wyborczych: Ney, Jang Ngar, Kyidloong Somshing, Nyimzhong Tongling i Thrima Shawa Zhamling.

## Położenie
Jednostka położona jest w środkowej części dystryktu. Jej zachodnia granica jest jednocześnie granicą dystryktu Lhünce z dystryktem Bumtʽang. Sąsiaduje z pięcioma gewogami:
- Kurtoe na północy,
- Khoma na wschodzie,
- Menbi i Metsho na południu,
- Tang na zachodzie.

## Demografia
Według bhutańskiego National Statistics Bureau struktura płciowa w 2005 kształtowała się następująco: 51,0% ludności stanowili mężczyźni, przy 49,0% kobiet. Mieszkańcy gewogu reprezentowali 17,5% całkowitej populacji dystryktu.